# لانانرك وهاميلتون الشرقية (دائرة انتخابية في المملكة المتحدة)
لانانرك وهاميلتون الشرقية (بالإنجليزية: Lanark and Hamilton East)‏ هي إحدى الدوائر الانتخابية في المملكة المتحدة الممثلة في مجلس العموم في برلمان المملكة المتحدة.
عضو البرلمان الذي يمثلها حالياً هو :Mr Jim Hood (Lab).